# سوسک کک غده
سوسک کک غده با (نام علمی: Epitrix tuberis) یکی از گونه‌های سوسک کک و از راسته قاب‌بالان و جزو خانواده سوسک برگ می‌باشد.